# Вест-Гановер Тауншип (округ Дофін, Пенсільванія)
Вест-Гановер Тауншип (англ. West Hanover Township) — селище (англ. township) в США, в окрузі Дофін штату Пенсільванія. Населення — 10 697 осіб (2020).

## Демографія
Згідно з переписом 2010 року, у селищі мешкали 9343 особи в 3742 домогосподарствах у складі 2748 родин. Було 3931 помешкання
Расовий склад населення:
| - 92,5 % — білих - 3,3 % — чорних або афроамериканців - 2,0 % — азіатів - 0,2 % — корінних американців |

До двох чи більше рас належало 1,4 %. Частка іспаномовних становила 2,3 % від усіх жителів.
За віковим діапазоном населення розподілялося таким чином: 20,5 % — особи молодші 18 років, 64,5 % — особи у віці 18—64 років, 15,0 % — особи у віці 65 років та старші. Медіана віку мешканця становила 43,1 року. На 100 осіб жіночої статі у селищі припадало 99,5 чоловіків;  на 100 жінок у віці від 18 років та старших — 95,7 чоловіків також старших 18 років.
Середній дохід на одне домашнє господарство  становив 87 774 долари США (медіана — 78 250), а середній дохід на одну сім'ю — 104 587 доларів (медіана — 96 000). Медіана доходів становила 60 784 долари для чоловіків та 44 554 долари для жінок. За межею бідності перебувало 2,6 % осіб, у тому числі 0,0 % дітей у віці до 18 років та 6,2 % осіб у віці 65 років та старших.
Цивільне працевлаштоване населення становило 5091 особа. Основні галузі зайнятості: освіта, охорона здоров'я та соціальна допомога — 21,2 %, науковці, спеціалісти, менеджери — 13,8 %, роздрібна торгівля — 12,4 %.